# Chevaliers russes
Pour les articles homonymes, voir Vityaz.
Les Chevaliers russes (en russe : Русские Витязи [Russkye Vitiazi]) est une patrouille acrobatique de l'Armée de l'air russe. Cette patrouille a été formée le 5 avril 1991, sur la base aérienne de Koubinka ; elle est équipée de six Sukhoï Su-27 Flanker. Depuis octobre 2016, la patrouille est également équipée de cinq Sukhoï Su-30SM.

## Histoire

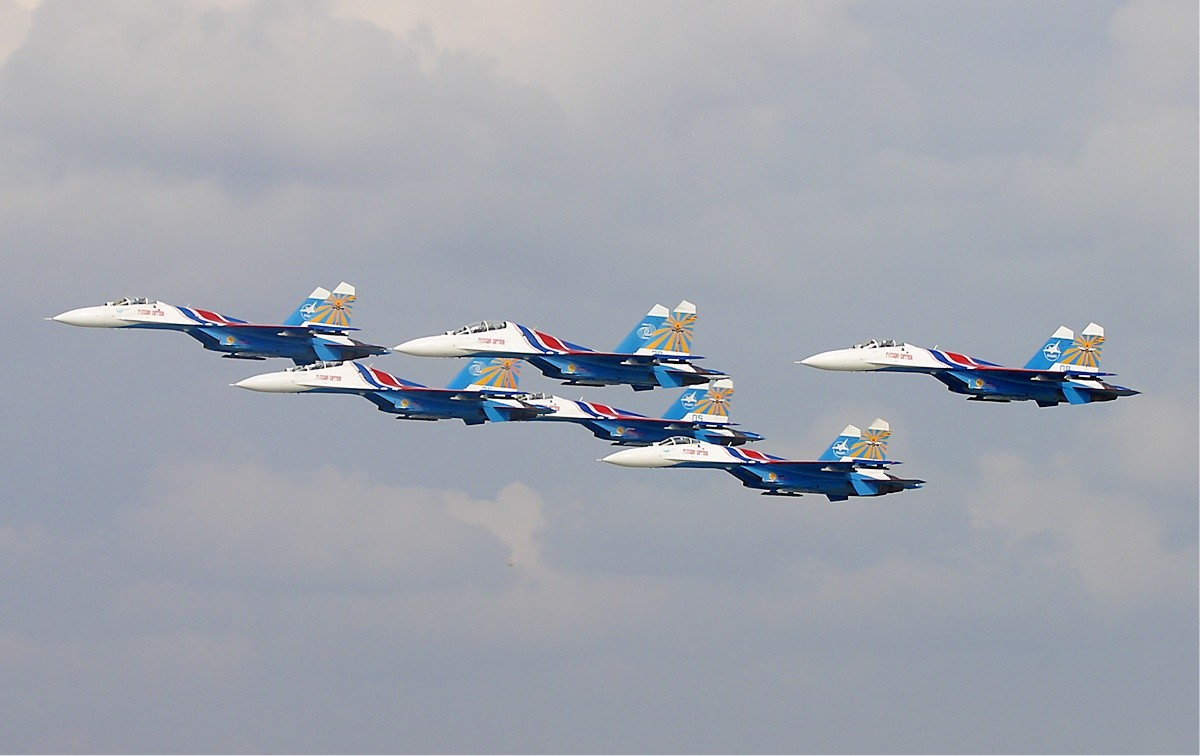
Soukhoï Su-27 aux couleurs des « Chevaliers russes ».

Elle a été présentée pour la première fois au public hors URSS en septembre 1991, en Grande-Bretagne.
La patrouille a été présentée en Malaisie, aux États-Unis, en France, aux Pays-Bas, au Canada, en Slovaquie, en Norvège, en Belgique, au Luxembourg, en Autriche et en Chine.

## Accidents
- Le 12 décembre 1995, trois avions s'écrasèrent sur une montagne au Viêt Nam lors d'une approche par mauvais temps pour ravitailler au retour d'une démonstration ayant eu lieu en Malaisie, tuant quatre pilotes[1]. Depuis, la patrouille a été réduite à quatre appareils, avec des périodes à six.
- Le 16 août 2009, deux Sukhoï entrent en collision lors d'un entraînement, occasionnant la mort du commandant de la patrouille, le colonel Igor Tkatchenko.